# Energy Policy
Energy Policy est une revue scientifique américaine mensuelle, à comité de lecture, qui traite des politiques énergétiques et est publiée depuis 1973 par Elsevier. D'après le Journal Citation Reports, son facteur d'impact (indicateur de la visibilité d'une revue scientifique) est en 2013 de 2,696.